# 4509 Gorbatskij
4509 Gorbatskij è un asteroide della fascia principale. Scoperto nel 1917, presenta un'orbita caratterizzata da un semiasse maggiore pari a 2,7608075 UA e da un'eccentricità di 0,2715184, inclinata di 10,90922° rispetto all'eclittica.